# Paco Laberinto
Paco Laberinto es el nombre artístico del bailaor flamenco Francisco Ruiz Gómez, nacido en Jerez de la Frontera en 1909 y fallecido en 1974. 
Actuó en los principales teatros de España y el extranjero. Destacó por soleares y bulerías.